# Chiến tranh 335 năm
Chiến tranh 335 năm (1651–1986) là một chiến tranh giữa Cộng hòa Hà Lan và quần đảo Scilly (nằm cách bờ biển tây nam của xứ Cornwall, Anh). Vì chiến tranh này kéo dài 335 năm mà không tốn một viên đạn nào, nó là cuộc chiến tranh lâu nhất và không đổ máu duy nhất trong lịch sử. Tuy không phải là chiến tranh đúng kiểu, hai bên tuyên bố hòa bình năm 1986.

## Bối cảnh
Chiến tranh này bắt nguồn từ Nội chiến Anh thứ hai, giữa những người Bảo hoàng và những người ủng hộ Nghị viện, từ 1642 đến 1652. Oliver Cromwell đã đấu tranh bên Bảo hoàng đến biên giới Anh, ở miền Tây Anh có nghĩa là xứ Cornwall là dinh lũy bảo hoàng cuối cùng. Năm 1648, Cromwell hành quân tiếp, đến khi đại lục Cornwall trong tay Nghị viện.
Cái tốt của bên Bảo hoàng là có Hải quân Hoàng gia đã tuyên bố trung thành với Hoàng tử Wales. Hải quân bảo hoàng bị Cromwell bắt phải rút quân tới quần đảo Scilly, cách bờ biển Cornwall và có người bảo hoàng John Grenville làm địa chủ.

## Liên minh với Hải quân Hà Lan
Hải quân Cộng hòa Hà Lan có liên minh với bên Nghị viện. Hà Lan đã được nhiều quốc vương Anh giúp đỡ trong cuộc Chiến tranh 80 năm (1568–1648), bắt đầu với Hoàng gia Elizabeth I của Anh. Hiệp ước Münster (ngày 30 tháng 1 năm 1648) đã xác nhận độc lập Hà Lan từ sự cai trị của Tây Ban Nha. Hà Lan muốn giữ liên minh với Anh và đã quyết định gắn với bên mà họ đoán là sẽ thắng Nội chiến.
Hải quân Hà Lan bị thất bại thê thảm bởi hạm đội Bảo hoàng tại Scilly. Ngày 30 tháng 3 năm 1651, Đô đốc Maarten Harpertszoon Tromp tới Scilly để đòi họ bồi thường cho những tàu và hàng hóa bị nắm lấy.
Theo Memorials của Bulstrode Whitelocke (có trong Bowley, 2001), một bức thư ngày 17 tháng 4 năm 1651 giải thích: "Tromp tới Pendennis và kể chuyện đã qua Scilly để đòi tiền bồi thường cho những tàu và hàng hóa mà họ lấy; tại vì họ không trả lời một cách hải lòng, ông đã, theo Nhiệm vụ của ông, tuyên bố chiến tranh với họ."
Tại vì phần lớn Anh đã trong tay Nghị viện, ông chỉ tuyên bố chiến tranh với quần đảo Scilly nói riêng.

## Bên Bảo hoàng đầu hàng
Vào tháng 6 năm 1651, một lúc sau khi tuyên bố chiến tranh, quân đội Nghị viện dẫn đầu là Đô đốc Robert Blake bắt hạm đội Bảo hoàng phải đầu hàng. Vì hạm đội Hà Lan không còn có đối thủ, họ bỏ đi không bắn một viên đạn nào. Vì ít người sẽ biết khi một quốc gia tuyên bố chiến tranh với một phần nhỏ của nước khác, bên Hà Lan quên tuyên bố hòa bình chính thức.

## Hòa ước
Năm 1985, Roy Duncan, sử gia và Chủ tịch Hội đồng Quần đảo Scilly, viết thư cho Tòa đại sứ Hà Lan tại Luân Đôn để bác bỏ "chuyện tưởng tượng" rằng quần đảo vẫn có chiến tranh. Các nhân viên tại Tòa đại sứ tìm ra là chuyện này có thật, và Duncan mời đại sứ Rein Huydecoper tới thăm quần đảo để ký hòa ước. Hai bên tuyên bố hòa bình ngày 17 tháng 4 năm 1986, 335 năm sau khi chiến tranh bắt đầu.

## Chỉ là truyền thuyết
Bowley cho rằng bức thư trong Memorials của Whitelocke chắc là nguồn gốc của truyền thuyết "tuyên bố chiến tranh":
Tromp had no 'Commission' from his government to declare war on the rebels in Scilly; but he did come to try – by a show of force, threats and even by violence perhaps, although this never happened – to seek reparation for Royalist piracies, but short of resorting to any action which might offend the Commonwealth....even if [a war] had occurred in 1651, all matters pertaining would have been resolved in 1654 as a part of the treaty between England and the United Provinces at the end of the 1st Dutch War.